# 灰色花園 (2009年電影)
《灰色花園》（英語：Grey Gardens），是一部2009年由HBO製作的電視電影，改編自1975年著名的同名記錄片，以回憶和記錄片拍攝者角度講述一對同名母女的生平和她們的住所灰色花園的故事。故事主角都叫作伊蒂斯·畢爾（Edith Beale），母親「大伊迪」（"Big Edie"）由潔西卡·蘭芝（Jessica Lange）飾演，而女兒「小伊迪」（"Small Edie"）則由茱·芭莉摩（Drew Barrymore）飾演。邁克爾·蘇克西（Michael Sucsy）執導電影兼任編劇，帕特丽夏·罗兹玛（Patricia Rozema）也是編劇之一。
電影在2007年10月22日於多倫多開始，於2009年4月18日在HBO上首播。
這部電視電影取得巨大成功，在影評界獲得許多讚賞和獎項，包括2009年電視評論家協會獎（Television Critcs Award），並提名17項黃金時段艾美獎（Primetime Emmy Awards），嬴走六個獎項，包括最佳電視電影、迷你劇集/電視電影最佳女主角（潔西卡·蘭芝獲獎）和迷你劇集/電視電影最佳男配角。除此之外，《灰色花園》也獲三項金球獎（Golden Globe Awards）提名，嬴走最佳女主角（茱·芭莉摩獲獎）和最佳電視電影。

## 劇情大要
《灰色花園》建基於前美國總統夫人賈姬·甘迺迪·歐納西斯（Jackie Kennedy Onassis）的姑母和堂姐的生平故事。這對母女都叫作伊蒂絲·鮑維爾·畢爾（Edith Bouvier Beale），母親「大伊迪」是賈姬父親的妹妹，而「大伊迪」的女兒就是「小伊迪」。這對母女原本是紐約的上流名媛，但之後她們退出了紐約的生活，在一所座落於長島、名為灰色花園的大宅裡避居於世。
「大伊迪」的丈夫菲蘭畢爾（Phelan Beale）與妻子離婚，而「小伊迪」決心搬到紐約追尋演員生活，同時在那裡與一位地位高的已婚男人有過戀情。她傷心地退回灰色花園，慢慢接受與她母親相依為命、住在灰色花園的命運。她們漸漸變得隱世，小鎮周圍的人都知道這兩位自我中心的灰色花園主人。窮困潦倒的她們無力修繕灰色花園，結果它慢慢衰敗，到處都有她們收留的野生動物。電影裡面亦包含了當年拍攝《灰色花園》記錄片的梅索斯兄弟（艾伯特和大衛），以及她們當初來到灰色花園的情景、「大伊迪」婚姻的失敗、「小伊迪」追尋自己生命卻無疾而終、她們幾乎被地方衛生部門勒令驅逐與媒體及賈姬幫助她們的情節，還有最後記錄片首播後發生的事。
電影末段呈現一段灰色花園後來命運的文字，以及「小伊迪」在格林尼治村（Greenwinch Village）一所歌舞廳裡獻唱鴛鴦茶（Tea for two）的場景，結束於她的一句話，「我的母親給予我真正無價的生命」（"My mother gave me a completetly priceless life."）。

## 演員
- 茱·芭莉摩（Drew Barrymore） 飾演 「小伊迪」（'Little' Edith Bouvier Beale）
- 潔西卡·蘭芝（Jessica Lange） 飾演 「大伊迪」（'Big' Edith Bouvier Beale）
- 珍妮·翠柏虹（Jeanne Tripplehorn） 飾演 賈姬·甘迺迪·歐納西斯
- 肯·霍華德（Ken Howard） 飾演 菲蘭·畢爾（Phelan Beale）
- 肯尼斯·威尔什（Kenneth Welsh） 飾演 麥斯·戈登（Max Gordon）
- 阿爾·格羅斯（Arye Gross） 飾演 艾伯特·梅索思（Albert Maysles）
- 賈斯汀·路易斯（Justin Louis） 飾演 大衛·梅索思（David Maysles）
- 丹尼尔·鲍德温（Daniel Baldwin） 飾演 朱利叶斯·克鲁格（Julius Krug）
- 馬爾科姆·吉斯（Malcolm Gets） 飾演 喬治·「古德」·史壯斯（George 'Gould' Strong）
- Louis Grise 飾演 年輕的巴迪（Young Buddy）
- 約書亞·皮斯（Joshua Peace） 飾演 成人的巴迪（Adult Buddy）
- Neil Babcock 飾演 年輕的小菲蘭（Young Phelan Jr.）
- Ben Carlson 飾演 成人的小菲蘭（Adult Phelan Jr.）
- Olivia Waldriff 飾演 年輕的賈姬（Young Jackie）

## 迴響

### 評論反應
《灰色花園》推出後獲得許多評論家的讚譽。美國版本的影評節目At the Movies的影評人大讚茱芭莉摩的表現。《滾石》雜誌的影評人亦表示，雖然劇本有些不順暢，但潔西卡蘭芝與茱芭莉摩都將性格古怪的畢爾母女演繹得十分完美。

### 獎項與提名
《灰色花園》獲得三項金球獎提名，分別是最佳迷你劇集或電視電影（Best Miniseries or Motion Picture Made for Television），與兩個最佳电视电影和迷你剧集女主角。茱·芭莉摩和潔西卡·蘭芝都提名該獎項，而芭莉摩嬴走該獎。
茱·芭莉摩嬴得了美國演員工會獎電視電影或迷你影集最佳女主角（Outstanding Performance by a Female Actor in a Television Movie or Miniseries），潔西卡·蘭芝也獲提名同一獎項。
《灰色花園》嬴得了2009年電視評論家協會最佳電視電影、迷你劇集或特別節目成就獎（Outstanding Achievement Movies, Mini-Series, and Specials）。
《灰色花園》在2009年第61屆黃金時段艾美獎獲得17項提名，成為艾美獎歷來最多提名的電視電影之一，與1975年的《埃莉諾與富蘭克林》（Eleanor and Franklin）、1976年的《埃莉諾與富蘭克林：白宮歲月》（Eleanor and Franklin: The White House Years）、2007年的《魂歸傷膝鎮》（Bury My Heart at Wounded Knee）打成平手：（粗體代表獲獎）
- 最佳電視電影
- 迷你影集/電視電影/劇情類特別節目最佳執導 － 迈克尔·苏克西
- 迷你劇集/電視電影/劇情類特別節目最佳編劇 － 迈克尔·苏克西及帕特丽夏·罗兹玛
- 迷你劇集/電視電影最佳女主角 － 茱·芭莉摩
- 迷你劇集/電視電影最佳女主角 － 潔西卡·蘭芝
- 迷你劇集/電視電影最佳男配角 － 肯·霍華德
- 迷你劇集/電視電影最佳女配角 － 珍妮·翠柏虹

技術獎項：
- 迷你劇集/電視電影/特別節目最佳藝術指導
- 迷你劇集/電視電影/特別節目最佳選角
- 迷你劇集/電視電影最佳攝影
- 迷你劇集/電視電影/特別節目最佳服裝
- 最佳迷你劇集/電視電影/特別節目髮型
- 迷你劇集/電視電影/特別節目最佳化妝（非整形/假肢）
- 電視劇/迷你劇集/電視電影/特別節目最佳化妝（整形/假肢）
- 迷你劇集/電視電影/特別節目最佳編曲
- 單攝像機迷你劇集/電視電影/特別節目最佳圖像剪輯
- 迷你劇集/電視電影最佳混音

## 另見
- 灰色花園 (音樂劇)
- 灰色花園 (紀錄片)
- 灰色花園 (住宅)

## 資料來源
1. ↑  Felming, Michael. . Variety. 2006-02-21  [2012-04-21]. （原始内容存档于2012-02-05）.

## 外部連結
- 互联网电影数据库（IMDb）上《灰色花園》的资料（英文）
- 官方网站
- Barrymore Enters "The Monastery Of Edie"; NPR Fresh Air's Terry Gross interviews Drew Barrymore in-depth about her work in Grey Gardens （页面存档备份，存于）
- YouTube上的《灰色花園》的預告片段